# Gábor Török
Gábor Török (Alsónémedi, 30 maggio 1936 – 8 gennaio 2004) è stato un calciatore ungherese, di ruolo portiere.

## Calciatore

### Club
Nel 1956 passa dal KISTEXT all'Újpest. La prima stagione con il club capitolino non venne completata a causa della rivoluzione ungherese del 1956. Török con il suo club vinse la Nemzeti Bajnokság I 1959-1960, mentre l'anno seguente raggiunse gli ottavi di finale della Coppa dei Campioni 1960-1961. Nel 1962 raggiunse la semifinale della Coppa delle Coppe 1961-1962, persa contro i campioni uscenti della Fiorentina.
Nel 1964 passa al Csepel con cui gioca altre tre stagioni nella massima serie magiara.
Nella stagione 1967 passa al Salgótarján con cui ottiene il tredicesimo posto finale.
Török chiuse la carriera nel Ganz nel 1968.

### Nazionale
Török ha disputato tre incontri amichevoli con la nazionale magiara. Nel 1960 partecipa con la nazionale olimpica al torneo olimpico di calcio di Roma, ottenendo il terzo posto finale, battendo i padroni di casa dell'Italia.

### Statistiche

#### Cronologia presenze e reti in Nazionale
| Cronologia completa delle presenze e delle reti in nazionale ― Ungheria | Cronologia completa delle presenze e delle reti in nazionale ― Ungheria | Cronologia completa delle presenze e delle reti in nazionale ― Ungheria | Cronologia completa delle presenze e delle reti in nazionale ― Ungheria | Cronologia completa delle presenze e delle reti in nazionale ― Ungheria | Cronologia completa delle presenze e delle reti in nazionale ― Ungheria | Cronologia completa delle presenze e delle reti in nazionale ― Ungheria | Cronologia completa delle presenze e delle reti in nazionale ― Ungheria |
| Data                                                                    | Città                                                                   | In casa                                                                 | Risultato                                                               | Ospiti                                                                  | Competizione                                                            | Reti                                                                    | Note                                                                    |
| ----------------------------------------------------------------------- | ----------------------------------------------------------------------- | ----------------------------------------------------------------------- | ----------------------------------------------------------------------- | ----------------------------------------------------------------------- | ----------------------------------------------------------------------- | ----------------------------------------------------------------------- | ----------------------------------------------------------------------- |
| 26-10-1958                                                              | Bucarest                                                                | Romania                                                                 | 1 – 2                                                                   | Ungheria                                                                | Amichevole                                                              | -1                                                                      |                                                                         |
| 23-11-1958                                                              | Budapest                                                                | Ungheria                                                                | 3 – 1                                                                   | Belgio                                                                  | Amichevole                                                              | -1                                                                      |                                                                         |
| 9-10-1960                                                               | Budapest                                                                | Ungheria                                                                | 1 – 1                                                                   | Jugoslavia                                                              | Amichevole                                                              | -1                                                                      |                                                                         |
| Totale                                                                  |                                                                         | Presenze                                                                | 3                                                                       |                                                                         | Reti                                                                    | -3                                                                      |                                                                         |

#### Cronologia presenze e reti nella Nazionale Olimpica
| Cronologia completa delle presenze e delle reti in nazionale ― Ungheria Olimpica | Cronologia completa delle presenze e delle reti in nazionale ― Ungheria Olimpica | Cronologia completa delle presenze e delle reti in nazionale ― Ungheria Olimpica | Cronologia completa delle presenze e delle reti in nazionale ― Ungheria Olimpica | Cronologia completa delle presenze e delle reti in nazionale ― Ungheria Olimpica | Cronologia completa delle presenze e delle reti in nazionale ― Ungheria Olimpica | Cronologia completa delle presenze e delle reti in nazionale ― Ungheria Olimpica | Cronologia completa delle presenze e delle reti in nazionale ― Ungheria Olimpica |
| Data                                                                             | Città                                                                            | In casa                                                                          | Risultato                                                                        | Ospiti                                                                           | Competizione                                                                     | Reti                                                                             | Note                                                                             |
| -------------------------------------------------------------------------------- | -------------------------------------------------------------------------------- | -------------------------------------------------------------------------------- | -------------------------------------------------------------------------------- | -------------------------------------------------------------------------------- | -------------------------------------------------------------------------------- | -------------------------------------------------------------------------------- | -------------------------------------------------------------------------------- |
| 26-8-1960                                                                        | L'Aquila                                                                         | Ungheria olimpica                                                                | 2 – 1                                                                            | India olimpica                                                                   | Olimpiadi 1960                                                                   | -1                                                                               |                                                                                  |
| 1-9-1960                                                                         | Roma                                                                             | Ungheria olimpica                                                                | 7 – 0                                                                            | Francia olimpica                                                                 | Olimpiadi 1960                                                                   | -                                                                                |                                                                                  |
| 6-9-1960                                                                         | Roma                                                                             | Danimarca olimpica                                                               | 2 – 0                                                                            | Ungheria olimpica                                                                | Olimpiadi 1960                                                                   | -2                                                                               |                                                                                  |
| 9-9-1960                                                                         | Roma                                                                             | Italia olimpica                                                                  | 1 – 2                                                                            | Ungheria olimpica                                                                | Olimpiadi 1960                                                                   | -1                                                                               |                                                                                  |
| Totale                                                                           |                                                                                  | Presenze                                                                         | 4                                                                                |                                                                                  | Reti                                                                             | -4                                                                               |                                                                                  |

## Palmarès

### Club
- Campionato ungherese: 1

Újpesti Dózsa: 1959-1960

### Nazionale
- Bronzo olimpico: 1

Roma 1960